# Hamites (ammonite)
Genre
Hamites (« en forme de corne ») est un genre éteint d’ammonites hétéromorphes apparues à la fin de l'étage Aptien du Crétacé inférieur, qui ont persisté jusqu'à l'étage Cénomanien du Crétacé supérieur.
Ce genre est presque à coup sûr paraphylétique mais on continue d'employer ce nom de taxon poubelle ou « fourre-tout » pour regrouper les ammonites hétéromorphes de la macro-famille des Turrilitaceae qu'on ne peut classer par les caractères dérivés communs à d'autres groupes. Les paléontologues ont tenté d'en regrouper les différents clades en sous-espèces : Eohamites, Hamitella, Helicohamites, Lytohamites, Planohamites, Psilohamites, et Sziveshamites,.
L'espèce type est Hamites attenuatus de l'Albien inférieur, décrite pour la première fois par James Sowerby dans sa Mineral Conchology of Great Britain (1814), mais le genre Hamites est une invention de James Parkinson, publiée en 1811 dans Organic Remains of the Former World. Ce James Parkinson est aujourd'hui principalement connu comme ayant donné la première description scientifique de paralysis agitans, nommée maladie de Parkinson en son honneur.

## Morphologie
Le genre Hamites se caractérise par une coquille conique ouverte, parfois régulièrement hélicoïdale, qui se terminait soit par un grand crochet , ou bien formait trois antennes parallèles qui donnaient au mollusque adulte l'allure d'un trombone . Les coquilles de Hamites sont toujours dépourvues de tubercules et de motifs ; toutefois, plusieurs espèces du genre manifestent des altérations du lobe terminal à l'âge adulte : une fois que le mollusque a atteint sa taille définitive, l'accumulation de chitine fait que l'orifice se resserre et s'épaissit, formant un ou deux anneaux ou colliers superposés. Ce phénomène a été également observé sur d'autres ammonites, et ils pourraient être des signes de dimorphisme sexuel,.
La coquille ouverte de ces ammonites devait les handicaper pour la nage à cause de l'augmentation de la traînée ; hormis cette hypothèse, on ne sait pratiquement rien de leur histoire naturelle. Il est largement admis qu'ils se nourrissaient de plancton, et attrapaient leurs proies à la façon des méduses, mais les cicatrices retrouvées sur les coquilles, vraisemblablement causées par des crabes, semblent indiquer qu'ils vivaient en partie au fond des mers,.

## Phylogenèse
Le genre Hamites présente un intérêt particulier pour les paléontologues car les différentes espèces qu'on y trouve recouvrent une extrême diversité de morphologies, y compris celles retrouvées chez les groupes d'ammonites hétéromorphes regroupés par leurs caractères dérivés. Il s'est rapidement diversifié en lignées distinctes au cours de l'étage Albien, donnant naissance à trois grandes familles d'hétéromorphes : les Baculitidae, les Turrilitidae et les Scaphitidae,. La lignée qui, par exemple, a engendré les Turrilitidae en hélice, avait une coquille qui croissait d'abord en hélice avant de se scléroser ; ainsi les Turrilitidae seraient issus de la Néoténie d’Hamites ayant conservé leur morphologie trochospiralée jusqu'à l'âge adulte.